# Irréversible
Irréversible és una pel·lícula francesa dramàtica de 2002 escrita i dirigida pel cineasta argentí Gaspar Noé i protagonitzada per Monica Bellucci, Vincent Cassel i Albert Dupontel. La banda sonora de la pel·lícula està muntada per Thomas Bangalter, membre del duo francès de french house anomenat Daft Punk.
La pel·lícula, explicada en ordre cronològic invers, narra la recerca empresa per dos homes, Marcus i Pierre, que desitgen venjar la brutal violació d'Alex, parella de Marcus i exparella de Pierre. La història transcorre a París, en el lapse d'un dia i una nit, i consta de tretze seccions de diferent durada. Les primeres escenes es caracteritzen per mostrar moltes imatges en successió ràpida i moviments caòtics de càmera, i a mesura que avança la història les escenes van fent-se cada vegada més pausades.
El film va causar polèmica per l'explicitat d'una escena d'assassinat i una altra d'una violació. Des de la seva estrena la cinta ha estat envoltada de controvèrsia, amb un gran nombre de defensors i detractors. Actualment se la considera una pel·lícula de culte.

## Argument
Irréversible presenta tretze escenes, distribuïda en una línia cronològica inversa. El començament de la pel·lícula (en realitat, el final de la història) inclou dos homes conversant en un apartament petit. Un d'ells és el «carnisser», el protagonista de l'anterior pel·lícula de Gaspar Noé, titulada Seul contre tous. En un monòleg sota els efectes de l'alcohol, el carnisser revela que va ser arrestat per tenir sexe amb la seva filla, que també apareix a Seul contre tous. Els seus pensaments filosòfics són interromputs quan de sobte se sent una cridòria al carrer.
La pel·lícula acaba amb una imatge d'Alex (llegint Un experiment amb el temps de John William Dunne) envoltada d'infants en un parc. De fons se sent el segon moviment de la Simfonia núm. 7 de Ludwig van Beethoven, donant pas a un efecte estroboscòpic i a un so de rugit que evoca el que es produeix quan la cinta de cel·luloide surt del projector cinematogràfic. Al final apareix escrita la frase: Le temps detruit tout («El temps ho destrueix tot»).

## Repartiment
| Intèrpret       | Personatge |
| --------------- | ---------- |
| Monica Bellucci | Alex       |
| Vincent Cassel  | Marcus     |
| Albert Dupontel | Pierre     |
| Jo Prestia      | Le Ténia   |
| Mourad Khima    | Mourad     |
| Fatima Adoum    | Fatima     |
| Stéphane Drouot | Stéphane   |
| Philippe Nahon  | L'homme    |

## Producció

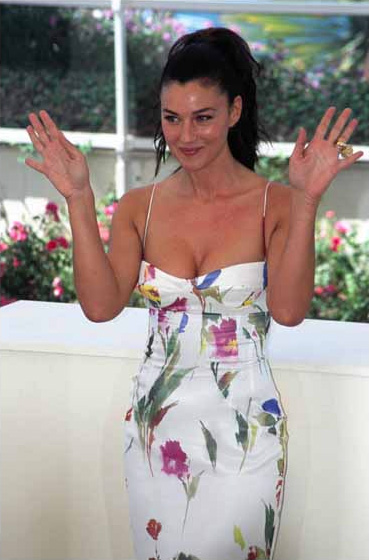
Monica Bellucci durant la presentació dIrréversible al 55è Festival Internacional de Cinema de Canes

Irréversible va ser rodada usant un procés de filmació de 16 mm en pantalla ampla. Moltes escenes van ser filmades amb múltiples preses que van ser editades juntes usant un procés digital, creant la il·lusió que l'escena és filmada tota en una sola presa, sense talls, com l'escena de la violació, representada en una ininterrompuda escena de nou minuts. Tot i que el penis pot ser vist després de la violació, aquest va ser afegit més tard digitalment en una edició amb imatge generada per ordinador. Un altre exemple és l'escena on Pierre colpeja amb un extintor un home fins a la mort, aixafant-li el crani. Es van emprar gràfics computats per millorar els resultats, ja que el muntatge inicial, que usava un ninot de làtex convencional, resultava poc convincent.
La pel·lícula també usa sons de freqüència extremadament baixa durant els primers trenta minuts per a crear un estat de desorientació i malestar en l'audiència (amb prou feines es pot sentir al pit), incloent l'escena de violació. Aquesta sensació podria no sentir-se en veure la pel·lícula en un reproductor domèstic en lloc d'en una sala de cinema.